# Tomasz Suwary
Tomasz Suwary (ur. 15 sierpnia 1974 w Gorzowie Wielkopolskim) – polski piłkarz występujący na pozycji napastnika. Obecnie jest menedżerem.

## Kariera
Wychowanek Stilonu Gorzów w, którym grał od 1992 roku do 1995 roku, gdzie rozegrał 74 mecze i strzelił 10 bramek. Następnie występował w Amice Wronki. W ciągu trzech lat rozegrał 60 spotkań i strzelił 6 bramek, zdobył dwa Puchary Polski. W 1998 roku zmienił barwy dla Śląsk Wrocław. W 1999 roku wyjechał do Niemiec, gdzie grał w Sachsen Lipsk. Po sezonie wrócił do Polski i występował w Lechu Poznań. W 2000 roku znowu wyjechał do Niemiec i grał w Tennisie Borussii Berlin. Rozegrał tam 7 meczów i strzelił 1 bramkę. Od 2001 do 2005 roku grał w Dynamie Berlin. Rozegrał 26 meczów i udało mu się strzelić 8 bramek. W 2005 roku wyleciał z Niemiec do Grecji. W Grecji grał w Diagoras Rodos. W 6 meczach nie strzelił bramki. W tym samym roku wyleciał z Grecji do Niemiec, gdzie powrócił do Dynama Berlin i rozegrał 21 spotkań, w których strzelił 5 goli. W 2007 roku grał w VSG Altglienicke; w tym też roku zakończył karierę.